# Bahnhof Petschory-Pskowskije

Der Bahnhof Petschory-Pskowskije (russisch Печоры-Псковские) ist seit Mai 1888 ein Bahnhof drei Kilometer nördlich der russischen Stadt Petschory.
Der Bahnhof liegt an der Bahnstrecke Pskow–Riga und war von 1931 bis 2011 Endpunkt der Bahnstrecke Tartu–Petschory. Wenige Meter nördlich des Bahnhofs fließt die Piusa, die hier die Grenze zwischen Estland und Russland bildet.
In den Jahren der deutschen Besatzung von 1941 bis 1944 wurde die Bahnstrecke nach Kūdupe stillgelegt.
Der Bahnhof hat die Funktion eines Grenzbahnhofs der Rossijskije schelesnyje dorogi zum Netz der Eesti Raudtee. Der zugehörige estnische Grenzbahnhof ist der Bahnhof Koidula.
Um die Jahrtausendwende war der Bahnhof Petschory eine so bedeutende Station, dass er mit dem Warenstrom überfordert war. Die Möglichkeiten der Eisenbahn zum Export von Erdölprodukten und anderen Gütern ins Ausland waren begrenzt. Deshalb wurden Anfang der 2000er Jahre die Gleise 7, 8 und 9 neu gebaut.
Die Personenzüge aus Pskow benötigen 40 Minuten nach Petschory. Im 20. Jahrhundert fuhren hier auch die Fernzüge von Tallinn nach Moskau und von Riga nach Leningrad/Sankt Petersburg.